# Dąbrowski-Bataillon/Chronologie
Die Centuria Dąbrowski (spanisch Brigada Dombrowski) war eine polnische Centuria im Spanischen Bürgerkrieg. Sie wurde zum Namensgeber des Dąbrowski-Bataillons und der XIII. Internationalen Brigade.
| Datum von            | Datum bis     | Eingruppierung                                                                               | Gliederung |
| -------------------- | ------------- | -------------------------------------------------------------------------------------------- | --- |
| Ab dem 19. Juli 1936 |               | PSUC-Milizeinheit 19 de Julio                                                                | Columna Dąbrowski (MG-Columna) in der Centuria Commune de Paris                                                                                             |
| 28. Sept. 1936       |               | PSUC-Milizeinheit 19 de Julio                                                                | Centuria Thaelmann (Thälmann) Centuria Commune de Paris Centuria Dąbrowski ?                                                                                |
| 28. Sept. 1936       |               | 9. Brigada Mixta                                                                             | Eingruppierung der Centuria Commune de Paris in die Centuria Dąbrowski nach schweren Verlusten                                                              |
| 28. Okt. 1936        | 1. Nov. 1936  | Aufstellung der ersten Internationalen Brigade in Albacete                                   | Centuria Thaelmann Centuria Commune de Paris Centuria Dąbrowski Columna Rakosi sowie einer britischen MG-Kompanie und weiteren internationalen Freiwilligen |
| 4. Nov. 1936         |               | XI. Internationale Brigade (Thälmann)                                                        | 1. Edgar-André-Bataillon 2. Commune-de-Paris-Bataillon 3. Dąbrowski-Bataillon                                                                               |
| ab 3. Dez. 1936      |               | XII. Internationale Brigade (Garibaldi)                                                      | 1. Garibaldi-Bataillon 2. Dąbrowski-Bataillon 3. André-Marty-Bataillon                                                                                      |
| Dez. 1936            | 27. Dez. 1936 | XIII. Internationale Brigade ohne Dąbrowski-Bataillon                                        | siehe Louise-Michel-Bataillon siehe Tschapajew-Bataillon siehe Henri-Vuillemin-Bataillon siehe Vereinte-Bataillone                                          |
| 1. Mai 1937          | 4. Aug. 1937  | 150. Brigade Mixta                                                                           | Dąbrowski-Bataillon Palafox-Bataillon Rákosi-Bataillon Mickiewicz-Bataillon Djure-Djakovic-Bataillon                                                        |
| 4. Aug. 1937         |               | XIII. Internationale Brigade (Dąbrowski)                                                     | Dąbrowski-Bataillon Palafox-Bataillon Rákosi-Bataillon Mickiewicz-Bataillon                                                                                 |
| 1. Okt. 1937         |               | 13. Brigade Mixta                                                                            | Dąbrowski-Bataillon Rákosi-Bataillon |
| 24. Sep. 1938        |               | Beschluss zur Auflösung der Internationalen Brigaden                                         | |
| 23. Jan. 1939        | 7. Feb. 1939  | Volksarmee, Brigadisten bilden eine Einheit mit der Bezeichnung XIII. Internationale Brigade | Dąbrowski-Bataillon Rákosi-Bataillon |
| ab Feb. 1939         |               | Internierung in Frankreich                                                                   | |